# Sphaeradenia marcescens
Sphaeradenia marcescens är en enhjärtbladig växtart som beskrevs av R.Erikss. Sphaeradenia marcescens ingår i släktet Sphaeradenia och familjen Cyclanthaceae. Inga underarter finns listade.